# Rumpi Hills
Rumpi Hills (franska: Monts Rumpi) är kullar i Kamerun.   De ligger i regionen Sydvästra regionen, i den västra delen av landet, 280 km väster om huvudstaden Yaoundé.